# Persone di nome Vito
| Questa pagina contiene informazioni ricavate automaticamente dalle voci biografiche con l'ausilio del template Bio e di un bot. L'aggiornamento è periodico e automatico e ricostruisce completamente la pagina. Se manca una persona in questa lista, sei pregato di non aggiungerla, ma accertati piuttosto che la sua voce biografica contenga il template Bio e che i dati anagrafici siano correttamente compilati. Se il template Bio manca, inseriscilo tu stesso o, in alternativa, metti l'avviso {{tmp\|Bio}} che ne segnala la mancanza. Se i dati riportati sono sbagliati, correggi direttamente la voce biografica; le modifiche saranno visibili in questa lista entro pochi giorni. Per chiarimenti vedi il progetto antroponimi. La lista contiene solo le 220 persone che sono citate nell'enciclopedia e per le quali è stato implementato correttamente il template Bio. Pagina aggiornata al 22 lug 2025. |

Questa è una lista di persone presenti nell'enciclopedia che hanno il nome Vito, suddivise per attività principale.

## Abati(1)
- Vito Maria Giovenazzi, abate, archeologo e filologo italiano (Castellaneta, n. 1727 - Roma, † 1805)

## Agronomi(1)
- Vito Saccomandi, agronomo e politico italiano (Teramo, n. 1939 - Perugia, † 1995)

## Allenatori di calcio(4)
- Vito D'Amato, allenatore di calcio e ex calciatore italiano (Gallipoli, n. 1944)
- Vito Graziani, allenatore di calcio e ex calciatore italiano (Roma, n. 1956)
- Vito Grieco, allenatore di calcio e ex calciatore italiano (Molfetta, n. 1971)
- Vito Lasalandra, allenatore di calcio e ex calciatore italiano (Abbiategrasso, n. 1975)

## Allenatori di calcio a 5(1)
- Vito Cucco, allenatore di calcio a 5, ex giocatore di calcio a 5 e preparatore atletico italiano (Torino, n. 1962)

## Allenatori di pallacanestro(1)
- Vito Pollari, allenatore di pallacanestro italiano (Alcamo, n. 1963)

## Architetti(2)
- Vito Latis, architetto italiano (Firenze, n. 1912 - Albavilla, † 1996)
- Vito Sangirardi, architetto italiano (Palo del Colle, n. 1909 - Bari, † 1999)

## Arcivescovi cattolici(2)
- Vito Rallo, arcivescovo cattolico italiano (Mazara del Vallo, n. 1953)
- Vito Roberti, arcivescovo cattolico italiano (Matera, n. 1911 - Matera, † 1998)

## Artisti(2)
- Vito Bongiorno, artista e pittore italiano (Alcamo, n. 1963)
- Vito Pancella, artista, scultore e incisore italiano (Lanciano, n. 1945 - Lanciano, † 2005)

## Artisti marziali(1)
- Vito Zaccaria, artista marziale italiano (Lacco Ameno, n. 1987)

## Attori(5)
- Vito Annicchiarico, attore italiano (Grottaglie, n. 1934 - Roma, † 2022)
- Vito Cesaro, attore e regista italiano (Salerno, n. 1966)
- Vito De Taranto, attore e basso italiano (n. 1913 - † 1991)
- Thomas Rudy, attore italiano (Turi, n. 1941 - Roma, † 2021)
- Vito Scotti, attore statunitense (San Francisco, n. 1918 - Woodland Hills, † 1996)

## Avvocati(2)
- Vito Nicola De Nicolò, avvocato, giornalista e politico italiano (Bari, n. 1850 - Bari, † 1902)
- Vito Guarrasi, avvocato e imprenditore italiano (Alcamo, n. 1914 - Palermo, † 1999)

## Bassisti(1)
- Dino Cappa, bassista e arrangiatore italiano (Candela, n. 1948)

## Briganti(1)
- Vito Nardiello, brigante italiano (Volturara Irpina, n. 1923 - Volturara Irpina, † 2001)

## Calciatori(19)
- Vito Bernardis, ex calciatore e allenatore di calcio italiano (Bari, n. 1932)
- Vito Callioni, ex calciatore e allenatore di calcio italiano (Stezzano, n. 1948)
- Vito Caon, calciatore italiano (Castelfranco Veneto, n. 1923 - † 1996)
- Vito Chimenti, calciatore italiano (Bari, n. 1953 - Pomarico, † 2023)
- Vito De Lorentis, ex calciatore italiano (Acquaviva delle Fonti, n. 1955)
- Vito Falconieri, calciatore italiano (Brindisi, n. 1986)
- Vito Florio, calciatore italiano (Trieste, n. 1938 - Trieste, † 2018)
- Vito Gervasi, ex calciatore belga (n. 1953)
- Vito Hammershøj Mistrati, calciatore danese (Copenaghen, n. 1992)
- Vito Natale Labate, calciatore italiano (Bari, n. 1909 - † 1990)
- Vito Mannone, calciatore italiano (Desio, n. 1988)
- Vito Marchione, ex calciatore lussemburghese (n. 1971)
- Vito Minunno, calciatore italiano (Bari, n. 1904 - Carbonara di Bari, † 1981)
- Vito Sante Miolli, calciatore italiano (Valenzano, n. 1928 - Valenzano, † 2012)
- Vito Petruzzelli, ex calciatore italiano (Andria, n. 1952)
- Vito Plut, calciatore sloveno (Semič, n. 1988)
- Vito Antonio Terioli, calciatore, cestista e ginnasta italiano (Bari, n. 1908 - Bari, † 1997)
- Vito Wormgoor, calciatore olandese (Leersum, n. 1988)
- Vito van Crooij, calciatore olandese (Venlo, n. 1996)

## Cantanti(2)
- Vito Miccolis, cantante italiano (Torino, n. 1963)
- Vito Santangelo, cantante, cantastorie e chitarrista italiano (Paternò, n. 1938 - Paternò, † 2014)

## Cantautori(2)
- Vito Marletta, cantautore e musicista italiano (Portici, n. 1968 - Milano, † 2016)
- Vito Paradiso, cantautore e musicista italiano (Rapolla, n. 1942)

## Cestisti(3)
- Vito Baccarini, cestista e dirigente sportivo italiano (n. 1890 - Milano, † 1950)
- Vito Fabris, cestista italiano (Santa Sofia, n. 1954 - Pistoia, † 2021)
- Vito Kubilus, cestista e allenatore di pallacanestro statunitense (n. 1914 - Euclid, † 1986)

## Chitarristi(1)
- Vito Bratta, chitarrista statunitense (New York, n. 1961)

## Ciclisti su strada(6)
- Vito Braet, ciclista su strada belga (Zwevezele, n. 2000)
- Vito Corbelli, ex ciclista su strada sammarinese (Rimini, n. 1941)
- Vito Da Ros, ex ciclista su strada italiano (Caneva, n. 1957)
- Vito Favero, ciclista su strada italiano (Sarmede, n. 1932 - Sarmede, † 2014)
- Vito Ortelli, ciclista su strada e pistard italiano (Faenza, n. 1921 - Faenza, † 2017)
- Vito Taccone, ciclista su strada italiano (Avezzano, n. 1940 - Avezzano, † 2007)

## Ciclocrossisti(1)
- Vito Di Tano, ciclocrossista e ciclista su strada italiano (Monopoli, n. 1954 - Pezze di Greco, † 2025)

## Compositori(2)
- Vito Fedeli, compositore e organista italiano (Foligno, n. 1866 - Novara, † 1933)
- Vito Tommaso, compositore e musicista italiano (Lucca, n. 1937)

## Compositori di scacchi(1)
- Vito Rallo, compositore di scacchi italiano (Trapani, n. 1939 - Salemi, † 2025)

## Contrabbassisti(1)
- Vito Allegri, contrabbassista italiano (San Secondo Parmense, n. 1870 - San Secondo Parmense, † 1937)

## Critici teatrali(1)
- Vito Pandolfi, critico teatrale e regista italiano (Forte dei Marmi, n. 1917 - Roma, † 1974)

## Danzatori(2)
- Vito Coppola, ballerino e personaggio televisivo italiano (Eboli, n. 1992)
- Vito Mazzeo, ballerino italiano (Vibo Valentia, n. 1987)

## Designer(2)
- Vito Acconci, designer, architetto del paesaggio e performance artist statunitense (New York, n. 1940 - New York, † 2017)
- Vito Noto, designer italiano (Ragusa, n. 1955)

## Diplomatici(1)
- Vito Positano, diplomatico italiano (Noicattaro, n. 1833 - Yokohama, † 1886)

## Dirigenti d'azienda(1)
- Vito Gamberale, dirigente d'azienda e dirigente pubblico italiano (Castelguidone, n. 1944)

## Dirigenti sportivi(1)
- Vito Ippolito, dirigente sportivo italiano (Monopoli, n. 1952)

## Disc jockey(2)
- Junior Jack, disc jockey e produttore discografico italiano (Rutigliano, n. 1971)
- DJ Jad, disc jockey italiano (Bollate, n. 1966)

## Editori(1)
- Vito Laterza, editore italiano (Bari, n. 1926 - Roma, † 2001)

## Filosofi(1)
- Vito Fazio-Allmayer, filosofo e pedagogista italiano (Palermo, n. 1885 - Pisa, † 1958)

## Fotografi(2)
- Vito Fiorenza, fotografo statunitense (New York, n. 1927 - New York, † 2015)
- Vito Liverani, fotografo e imprenditore italiano (Modigliana, n. 1929 - Milano, † 2020)

## Francesisti(1)
- Vito Carofiglio, francesista italiano (Bari, n. 1935 - Bari, † 1996)

## Fumettisti(1)
- Vito Maffi, fumettista italiano

## Generali(4)
- Vito Artale, generale italiano (Palermo, n. 1882 - Roma, † 1944)
- Vito Damiano, generale e politico italiano (Trapani, n. 1952)
- Vito Miceli, generale e politico italiano (Trapani, n. 1916 - Roma, † 1990)
- Vito Nunziante, generale, politico e imprenditore italiano (Campagna, n. 1775 - Torre Annunziata, † 1836)

## Geografi(1)
- Vito Carmelo Colamonico, geografo italiano (Acquaviva delle Fonti, n. 1882 - Napoli, † 1973)

## Giocatori di football americano(1)
- Babe Parilli, giocatore di football americano statunitense (Rochester, n. 1930 - Parker, † 2017)

## Giornalisti(4)
- Vito Beltrani, giornalista e politico italiano (Trapani, n. 1805 - Firenze, † 1884)
- Vito Maurogiovanni, giornalista, scrittore e sceneggiatore italiano (Bari, n. 1924 - Bari, † 2009)
- Vito Mussolini, giornalista e politico italiano (San Vito al Tagliamento, n. 1912 - Mercato Saraceno, † 1963)
- Vito Orlando, giornalista e dirigente sportivo italiano (Erice, n. 1961)

## Giuristi(1)
- Vito La Mantia, giurista italiano (Cerda, n. 1822 - Palermo, † 1904)

## Imprenditori(4)
- Vito Cesare Boccardi, imprenditore italiano (Molfetta, n. 1835 - Molfetta, † 1878)
- Vito Antonio Di Cagno, imprenditore e politico italiano (Bari, n. 1897 - Bari, † 1977)
- Vito Lomele, imprenditore e ingegnere italiano (Conversano, n. 1972)
- Vito Pertosa, imprenditore italiano (Monopoli, n. 1959)

## Incisori(1)
- Vito Giovannelli, incisore, pittore e medaglista italiano (Capurso, n. 1933 - Pescara, † 2024)

## Ingegneri(1)
- Vito Cusumano, ingegnere e politico italiano (Salemi, n. 1924 - Salemi, † 1999)

## Letterati(2)
- Vito Buonsanto, letterato e filosofo italiano (San Vito dei Normanni, n. 1762 - Napoli, † 1850)
- Vito Capialbi, letterato, storico e archeologo italiano (Monteleone di Calabria, n. 1790 - Monteleone di Calabria, † 1853)

## Linguisti(1)
- Vito Pallabazzer, linguista e glottologo italiano (Colle Santa Lucia, n. 1928 - Firenze, † 2009)

## Mafiosi(7)
- Vito Badalamenti, mafioso italiano (Cinisi, n. 1957)
- Vito Bonventre, mafioso italiano (Castellammare del Golfo, n. 1875 - New York, † 1930)
- Vito Cascio Ferro, mafioso italiano (Palermo, n. 1862 - Pozzuoli, † 1943)
- Vito Ciancimino, mafioso e politico italiano (Corleone, n. 1924 - Roma, † 2002)
- Vito Genovese, mafioso italiano (Tufino, n. 1897 - Springfield, † 1969)
- Vito Roberto Palazzolo, mafioso italiano (Terrasini, n. 1947)
- Vito Rizzuto, mafioso italiano (Cattolica Eraclea, n. 1946 - Montréal, † 2013)

## Magistrati(3)
- Vito Marino Caferra, magistrato e saggista italiano (Acquaviva delle Fonti, n. 1939)
- Vito Savino, magistrato e politico italiano (Bari, n. 1942)
- Vito Zincani, magistrato italiano (Castilenti, n. 1942)

## Maratoneti(3)
- Vito Basiliana, ex maratoneta italiano (n. 1953)
- Vito Cornolti, ex maratoneta e fondista di corsa in montagna italiano (Zogno, n. 1959)
- Vito Di Terlizzi, maratoneta italiano (Bari, n. 1930 - Bari, † 2021)

## Marciatori(1)
- Vito Minei, marciatore italiano (Castellaneta, n. 1994)

## Matematici(3)
- Vito Caravelli, matematico italiano (Irsina, n. 1724 - Napoli, † 1800)
- Vito Mangiamele, matematico italiano (Sortino, n. 1827 - Tolosa, † 1897)
- Vito Volterra, matematico, fisico e politico italiano (Ancona, n. 1860 - Roma, † 1940)

## Medici(2)
- Vito Fazzi, medico e politico italiano (Melpignano, n. 1851 - Lecce, † 1918)
- Vito Massarotti, medico e psichiatra italiano (Taranto, n. 1881 - Milano, † 1959)

## Militari(2)
- Vito Sabatelli, militare italiano (Borgocollefegato, n. 1910)
- Vito Sinisi, militare e aviatore italiano (Ripacandida, n. 1918 - Cielo del Mediterraneo, † 1941)

## Musicisti(1)
- Vito Frazzi, musicista italiano (San Secondo Parmense, n. 1888 - Firenze, † 1975)

## Navigatori(1)
- Vito Dumas, navigatore argentino (Buenos Aires, n. 1900 - Buenos Aires, † 1965)

## Pallamanisti(1)
- Vito Fovio, ex pallamanista e allenatore di pallamano italiano (Fasano, n. 1979)

## Parolieri(1)
- Vito Pallavicini, paroliere italiano (Vigevano, n. 1924 - Vigevano, † 2007)

## Partigiani(1)
- Vito Olivetti, partigiano italiano (San Giorgio in Bosco, n. 1925 - San Giorgio in Bosco, † 2017)

## Patrioti(2)
- Vito Donato Epifani, patriota, giurista e scrittore italiano (San Vito dei Normanni, n. 1848 - San Vito dei Normanni, † 1922)
- Vito Fedeli, patriota italiano (Recanati, n. 1798 - Civita Castellana, † 1832)

## Pianisti(1)
- Vito Vittorio Crocitto, pianista italiano (Bari, n. 1908 - † 1961)

## Piloti automobilistici(1)
- Vito Postiglione, pilota automobilistico italiano (Potenza, n. 1977)

## Pittori(4)
- Vito Carrera, pittore italiano (Trapani, n. 1578 - Palermo, † 1623)
- Vito Antonio Conversi, pittore italiano (Matera, n. 1712 - Matera, † 1756)
- Vito D'Anna, pittore italiano (Palermo, n. 1718 - Palermo, † 1769)
- Vito Timmel, pittore italiano (Vienna, n. 1886 - Trieste, † 1949)

## Poeti(4)
- Vito Cosimo Basile, poeta e scrittore italiano (Polignano a Mare, n. 1887 - Polignano a Mare, † 1958)
- Vito Domenico Palumbo, poeta e grecista italiano (Calimera, n. 1854 - Calimera, † 1918)
- Vito Elio Petrucci, poeta, giornalista e drammaturgo italiano (Genova, n. 1923 - Genova, † 2002)
- Vito Riviello, poeta italiano (Potenza, n. 1933 - Roma, † 2009)

## Politici(43)
- Vito Angelini, politico e operaio italiano (Taranto, n. 1931 - † 1999)
- Vito Bardi, politico italiano (Potenza, n. 1951)
- Vito Bellafiore, politico italiano (Santa Ninfa, n. 1929)
- Vito Bonsignore, politico italiano (Bronte, n. 1943)
- Vito Cardaci, politico italiano (Regalbuto, n. 1924 - † 2001)
- Vito Ciampoli, politico, ingegnere e urbanista italiano (San Vito Chietino, n. 1890 - Foggia, † 1962)
- Vito Comencini, politico italiano (Bussolengo, n. 1987)
- Vito Consoli, politico italiano (Martina Franca, n. 1941 - Taranto, † 1989)
- Vito Crimi, politico italiano (Palermo, n. 1972)
- Vito Cusimano, politico italiano (Regalbuto, n. 1927 - Sant'Agata li Battiati, † 2014)
- Vito D'Ambrosio, politico e ex magistrato italiano (Pescara, n. 1943)
- Vito Damico, politico e partigiano italiano (Barletta, n. 1925 - Torino, † 1994)
- Vito De Bellis, politico italiano (Gioia del Colle, n. 1855 - Roma, † 1928)
- Vito De Filippo, politico italiano (Sant'Arcangelo, n. 1963)
- Vito De Palma, politico italiano (Ginosa, n. 1966)
- Vito Ferrara, politico italiano (San Cataldo, n. 1933 - † 1997)
- Vito Fossella, politico statunitense (New York, n. 1965)
- Vito Giuseppe Galati, politico, scrittore e giornalista italiano (Vallelonga, n. 1893 - Roma, † 1968)
- Vito Giacalone, politico italiano (Marsala, n. 1924)
- Vito Gnutti, politico italiano (Lumezzane, n. 1939 - Brescia, † 2008)
- Vito Gruosso, politico e sindacalista italiano (San Fele, n. 1948)
- Vito Lattanzio, politico e medico italiano (Bari, n. 1926 - Bari, † 2010)
- Vito Leccese, politico italiano (Bari, n. 1962)
- Vito Vittorio Lenoci, politico italiano (Bari, n. 1934 - † 1978)
- Vito Li Causi, politico italiano (Castelvetrano, n. 1946 - Castelvetrano, † 2015)
- Vito Lipari, politico italiano (Gibellina, n. 1938 - Castelvetrano, † 1980)
- Vito Luciani, politico italiano (Bari, n. 1859 - Acquaviva delle Fonti, † 1951)
- Vito Marcantonio, politico e avvocato statunitense (New York, n. 1902 - New York, † 1954)
- Vito Monterisi, politico italiano (Barletta, n. 1894 - † 1972)
- Vito Napoli, politico italiano (Squillace, n. 1931 - Roma, † 2004)
- Vito Rosario Petrocelli, politico italiano (Taranto, n. 1964)
- Vito Raia, politico e sindacalista italiano (Ravanusa, n. 1927 - Agrigento, † 1991)
- Vito Reale, politico italiano (Viggiano, n. 1883 - Roma, † 1953)
- Vito Riggio, politico e dirigente pubblico italiano (Barrafranca, n. 1947)
- Vito Rosa, politico italiano (Canosa di Puglia, n. 1921 - Zurigo, † 1990)
- Vito Rosaspina, politico e partigiano italiano (Piandimeleto, n. 1923 - Pesaro, † 2018)
- Vito Santarsiero, politico italiano (Potenza, n. 1955)
- Vito Sanzo, politico italiano (San Nicola da Crissa, n. 1913 - San Nicola da Crissa, † 1979)
- Vito Scalia, politico e sindacalista italiano (Catania, n. 1925 - Roma, † 2009)
- Vito Mario Stampacchia, politico italiano (Lecce, n. 1872 - Lecce, † 1959)
- Vito Vattuone, politico italiano (Casarza Ligure, n. 1958)
- Vincenzo Verrastro, politico italiano (Avigliano, n. 1919 - Potenza, † 2004)
- Vito d'Ondes Reggio, politico, giornalista e patriota italiano (Palermo, n. 1811 - Firenze, † 1885)

## Poliziotti(2)
- Vito Ievolella, carabiniere italiano (Benevento, n. 1929 - Palermo, † 1981)
- Vito Schifani, poliziotto italiano (Palermo, n. 1965 - Capaci, † 1992)

## Presbiteri(2)
- Vito Fornari, presbitero e scrittore italiano (Molfetta, n. 1821 - Napoli, † 1900)
- Vito Leto, presbitero e inventore italiano (Ciminna, n. 1838 - New York, † 1901)

## Psichiatri(1)
- Vito Maria Buscaino, psichiatra italiano (Trapani, n. 1887 - Napoli, † 1978)

## Pugili(1)
- Vito Antuofermo, ex pugile e attore italiano (Palo del Colle, n. 1953)

## Rapper(1)
- Shade, rapper e doppiatore italiano (Torino, n. 1987)

## Registi(4)
- Vito Cea, regista italiano (Matera, n. 1967)
- Vito Molinari, regista italiano (Sestri Levante, n. 1929 - Lavagna, † 2025)
- Vito Palmieri, regista, sceneggiatore e produttore cinematografico italiano (Bitonto, n. 1978)
- Vito Zagarrio, regista, storico del cinema e critico cinematografico italiano (Firenze, n. 1952)

## Santi(1)
- San Vito, santo romano (Mazara del Vallo - Lucania, † 303)

## Sassofonisti(1)
- Vido Musso, sassofonista e clarinettista italiano (Carini, n. 1913 - Rancho Mirage, † 1982)

## Schermidori(1)
- Vito Simonetti, schermidore argentino (Buenos Aires, n. 1903)

## Scrittori(6)
- Vito Bruno, scrittore e giornalista italiano (Crispiano, n. 1957)
- Vito Bruschini, scrittore, autore televisivo e giornalista italiano (Roma, n. 1943)
- Vito Franchini, scrittore italiano (Teheran, n. 1977)
- Vito Lo Scrudato, scrittore e giornalista italiano (Cammarata, n. 1958)
- Vito Russo, scrittore, attivista e storico del cinema statunitense (New York, n. 1946 - Los Angeles, † 1990)
- Vito Teti, scrittore, antropologo e saggista italiano (San Nicola da Crissa, n. 1950)

## Scultori(2)
- Vito Pardo, scultore italiano (Venezia, n. 1872 - Roma, † 1933)
- Vito Tongiani, scultore e pittore italiano (Matteria, n. 1940)

## Sindacalisti(3)
- Vito Mercadante, sindacalista e poeta italiano (Prizzi, n. 1873 - Palermo, † 1936)
- Vito Nicoletti, sindacalista e antifascista italiano (Coriano, n. 1909 - Rimini, † 2000)
- Vito Stassi, sindacalista e politico italiano (Piana degli Albanesi, n. 1876 - Piana degli Albanesi, † 1921)

## Sollevatori(1)
- Vito Dellino, ex sollevatore italiano (Bari, n. 1982)

## Storici(3)
- Vito Maria Amico, storico, letterato e religioso italiano (Catania, n. 1697 - Catania, † 1762)
- Vito Coco, storico, letterato e religioso italiano (Catania, n. 1723 - Catania, † 1782)
- Vito Fumagalli, storico e politico italiano (Bardi, n. 1938 - Bologna, † 1997)

## Taekwondoka(1)
- Vito Dell'Aquila, taekwondoka italiano (Mesagne, n. 2000)

## Telecronisti sportivi(1)
- Vito De Palma, telecronista sportivo e giornalista italiano (Bari, n. 1958)

## Teologi(1)
- Vito Mancuso, teologo italiano (Carate Brianza, n. 1962)

## Ultramaratoneti(2)
- Vito Intini, ultramaratoneta italiano (Francoforte sul Meno, n. 1968)
- Vito Melito, ultramaratoneta e maratoneta italiano (Ariano Irpino, n. 1945 - Bologna, † 2019)

## Velocisti(1)
- Vito Petrella, ex velocista italiano (Gloucester, n. 1965)

## Vescovi cattolici(3)
- Vito Angiuli, vescovo cattolico italiano (Sannicandro di Bari, n. 1952)
- Vito De Grisantis, vescovo cattolico italiano (Lecce, n. 1941 - Tricase, † 2010)
- Vito Piccinonna, vescovo cattolico italiano (Bitonto, n. 1977)

## Violinisti(1)
- Vito Mercurio, violinista, arrangiatore e compositore italiano (Eboli, n. 1948)

## Wrestler(1)
- Vito LoGrasso, ex wrestler statunitense (Staten Island, n. 1964)

## Senza attività specificata(1)
- Giuseppe Millico, cantante castrato e compositore italiano (Terlizzi, n. 1737 - Napoli, † 1802)